# جون هاوسر (لاعب كرة قدم أمريكية)
جون هاوسر (بالإنجليزية: John Wesley Houser, Jr.) هو لاعب كرة قدم أمريكية أمريكي، ولد في 21 يونيو 1935 في أوكلاهوما سيتي في الولايات المتحدة.

## وصلات خارجية
- جون هاوسر على موقع مرجع كرة القدم المحترفة.كوم (الإنجليزية)